# 강철은 어떻게 단련되었는가
《강철은 어떻게 단련되었는가》(러시아어: Как закалялась сталь)는 니콜라이 오스트롭스키의 장편 소설이다. 가난한 노동자의 아들 파벨 코르차긴은 초등학교에서 퇴학당하자 역의 식당에서 일하게 되고 이어서 발전소의 견습 화부가 된다. 고난의 생활을 겪는 가운데 혁명발발과 함께 혁명군 병사가 된다. 전상으로 오른쪽 눈의 시력을 잃고 13일간이나 인사불성에 빠졌다가 겨우 회복하여 귀향, 어려운 일을 잇달아 맡아 하면서 조국을 위해 활동한다. 그러나 전상(戰傷)과 그 후의 과로 때문에 수족이 마비되고 두 눈이 다 실명된다. 그러나 확고한 신념을 지닌 그는 자살의 유혹을 극복, 문학으로 사회에 봉사할 것을 결심하고 천신만고 끝에 소설을 완성시킨다.